# شوتزن بانزر إتش-إس.30
شوتزن بانزر إتش-إس.30 أو ناقلة جند مدرعة إتش-إس.30، (بالألمانية: SchützenpanzerLang HS.30) هي مركبة مشاة قتالية ألمانية غربية تم تطويرها بين عامي 1956 و1958.  تم تصميمها من قبل الشركة السويسرية هيسبانو سويسا وتم تزويدها بواسطة محرك رولز رويس. بسبب المشاكل الميكانيكية الأولية، تم إنتاج 2,176 وحدة فقط من أصل 10,680 وحدة كان مخطط لها في الأصل. كانت المركبة مجهزة بمدفع آلي عيار 20 مم، وهو تسليح نموذجي لمركبات القتال المشاة في تلك الحقبة.
كان تصميم الـ إتش-إس.30 يعاني من العديد من العيوب والنقائص، مما أدى في النهاية إلى فضيحة سياسية كبيرة في ألمانيا الغربية خلال الستينيات. من بين 2,176 دبابة وطرازتها المختلفة التي تم تصنيعها حتى عام 1962، دفعت الحكومة الألمانية 517 مليون مارك ألماني، وهو ما يترجم إلى ما يقرب من 238,000 مارك ألماني لكل مركبة. دخلت المركبة الخدمة لأول مرة مع كتائب المشاة الميكانيكية (بانزرجرينادير) في عام 1960،  ولكن تم استبدالها تدريجيًا بمركبة المشاة القتالية ماردر الأكثر تقدمًا بدءًا من عام 1971.

## التصميم والعقيدة

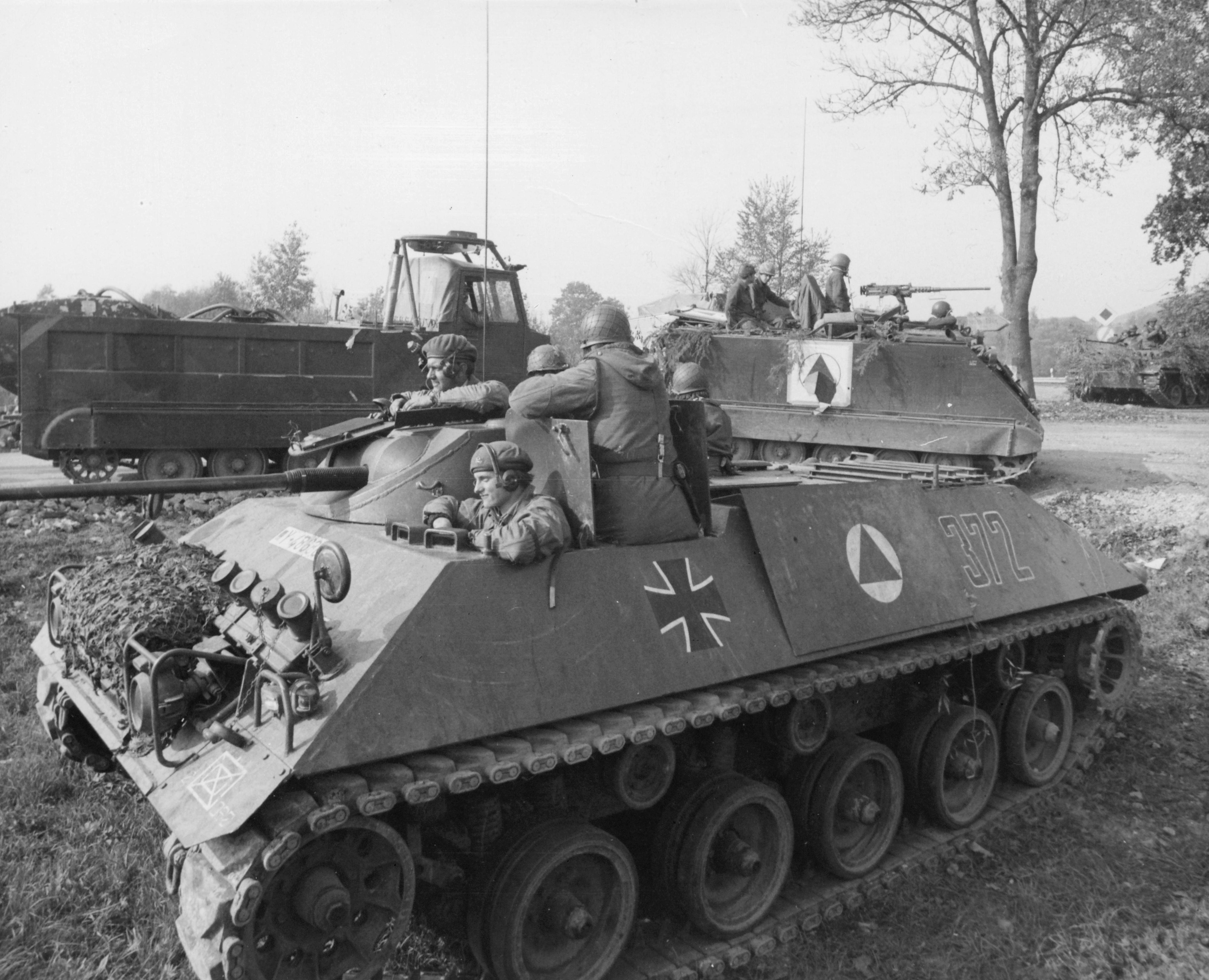
جنود المشاة الميكانيكية من ألمانيا الغربية على متن إتش-إس.30 خلال مناورات حلف شمال الأطلسي REFORGER III، عام 1971.

رفض الألمان العقيدة الأمريكية التي تنص على أن ناقلة الجند المدرعة يجب أن تعمل بمثابة «سيارة أجرة في ساحة المعركة» وليس كمركبة هجومية، وقاموا بتطوير الإتش-إس.30 للقتال جنبًا إلى جنب مع الدبابات وتمكين المشاة الميكانيكية من الاشتباك مع العدو من داخل المركبة. تأثر هذا النهج بتجربة ألمانيا في الحرب العالمية الثانية مع قوات المشاة الميكانيكية. اعتبرت العقيدة الألمانية المدرعة جزءًا لا يتجزأ من معدات الفرقة، حيث تم تدريب الفرقة على القتال بالمركبة في العمليات الهجومية والدفاعية. على عكس ناقلات الجند الأمريكية إم-113، لم يكن بإمكان الناقلة إتش-إس.30 أن تطفو، ولكن بما أن العقيدة الألمانية تصورت أن الدبابة إتش-إس.30 تعمل بالاشتراك مع الدبابات القتالية الرئيسية التي تفتقر أيضًا إلى القدرات البرمائية، لم يُنظر إلى هذا باعتباره عيبًا كبيرًا.

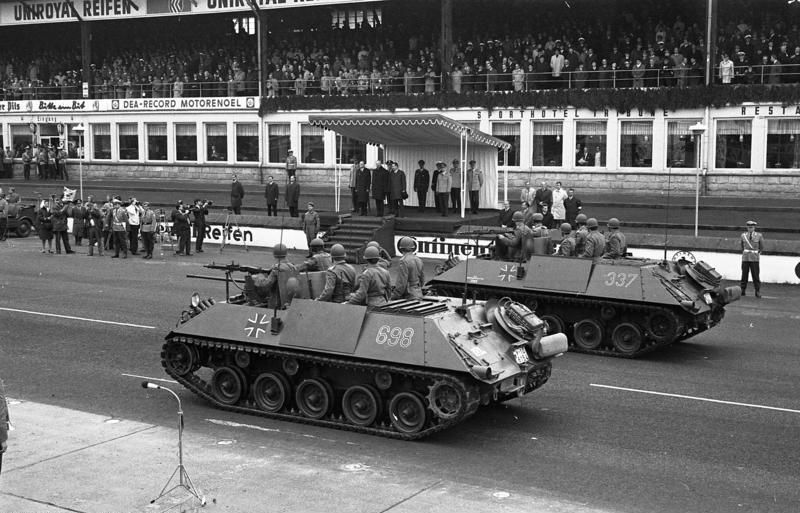
إتش-إس.30 في عرض في نوربورغرينغ بمناسبة الذكرى العشرين لتأسيس حلف شمال الأطلسي، 1969م.